# 本当にいたよ! こんなにやさしいお姉さん
本当にいたよ！こんなに優しいお姉さん（ほんとうにいたよ！こんなにやさしいおねえさん）は2003年9月1日に創刊した、ダイアプレスが発行する成人向けグラビア雑誌。

## 概要
発行頻度は隔月刊。サイズはB5判で、ページ数は196ページ。書店、コンビニにて販売している。
発行部数は5万部。付録としてDVDがある。

## コード
- 雑誌コード：08019
- 国立国会図書館請求コード：Z31-C112[1]